# 比加 (恰納卡萊省)

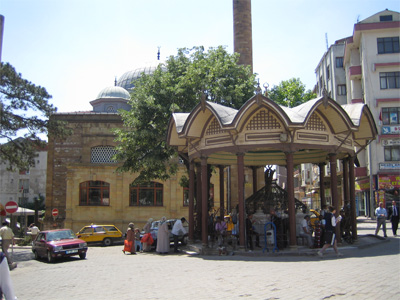

比加是土耳其的城鎮，由恰納卡萊省負責管轄，位於該國西北部，距離首府恰納卡萊90公里，面積1,354平方公里，海拔高度21米，主要經濟活動有農業和鋼鐵業，2010年人口80,982。

## 外部連結
- District governor's official website （页面存档备份，存于） （土耳其文）
- Road map of Biga and environs （页面存档备份，存于）
- Detailed map of Biga district of Çanakkale
- Various images of Biga, Çanakkale （页面存档备份，存于）
- Various images of Karabiga in Biga, Çanakkale （页面存档备份，存于）
- Information on Biga （土耳其文）

40°13′41″N 27°14′32″E / 40.22806°N 27.24222°E